# Karl August Hermann

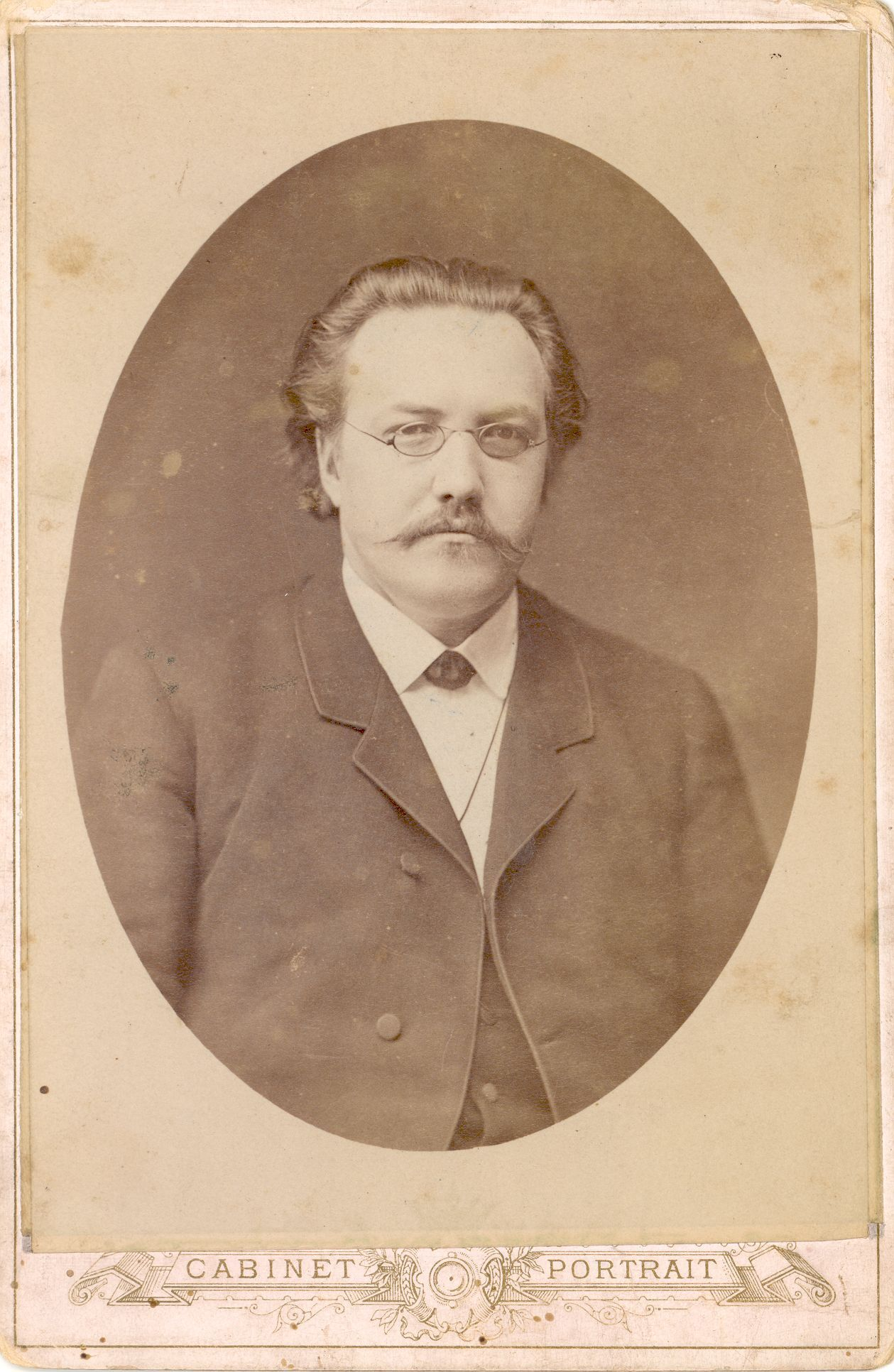
Karl August Hermann

Karl August Hermann (* 11. Septemberjul. / 23. September 1851greg. im Dorf Võhma bei Põltsamaa; † 29. Dezember 1908jul. / 11. Januar 1909greg. in Tartu) war ein estnischer Sprachwissenschaftler, Journalist und Komponist.

## Ausbildung
Karl August Hermann wurde als Sohn eines Schmieds geboren. In Põltsamaa besuchte er die Grundschule. Später ging er nach Sankt Petersburg, wo er als Externer das Abitur ablegte. Er war zunächst Hilfslehrer im Kirchspiel Põltsamaa, später von 1871 bis 1873 Lehrer in Sankt Petersburg.
Von 1874 bis 1878 studierte Karl August Hermann Theologie an der Kaiserlichen Universität Dorpat, danach von 1878 bis 1880 Vergleichende Sprachwissenschaft an der Universität Leipzig. Dort promovierte er auch zum Dr. phil.

## Nationales Erwachen
Anschließend zog er nach Tartu. Ab 1882 war er als Redakteur bei der estnischen Zeitung Eesti Postimees beschäftigt. Er war auch in zahlreichen estnischen Vereinen und Komitees aktiv. Vor allem die Gelehrte Estnische Gesellschaft bot ihm ein wichtiges Forum.
Karl August Hermann unterstützte dabei das nationale Erwachen der Esten und sprach sich für ein stärkeres Selbstbewusstsein des estnischen Volkes aus. 1886 kaufte er die Zeitung Perno Postimees, die er in Tartu herausgab und später in Postimees umbenannte. Ab 1889 war er auch an der Universität Tartu als Lektor für Estnische Sprache beschäftigt. 1896 verkaufte Karl August Hermann, bereits von Krankheit gezeichnet, seine Anteile an Postimees, wo eine jüngere, ebenfalls estnisch-national gesinnte Generation, seine Tradition fortsetzte.

## Musik
Karl August Hermann war ein vielseitig interessierter und gebildeter Zeitgenosse mit großem Einfluss auf seine Zeit. Er beschäftigte sich mit Musik, Geschichte, Sprachwissenschaft, Journalistik und vielen anderen Gebieten. Er ist Verfasser der 1908 uraufgeführten ersten estnischen Oper, Uku ja Vanemuine (deutsch: Uku und Vanemuine). Darin behandelt er das Thema einer angeblichen Abstammung der Esten von den Sumerern. Daneben gab er zahlreiche estnische Lieder heraus sowie von 1885 bis 1887 die monatliche estnische Musikzeitschrift Laulu ja mängu leht („Sing- und Spielblatt“). Karl August Hermann war außerdem Leiter mehrerer estnischer Sängerfeste. Er hat selbst zahlreiche estnische Lieder für Chöre verfasst.

## Estnische Sprache
Karl August Hermann war als Lektor aktiv an der Normierung der estnischen Schriftsprache beteiligt. Zwischen 1884 und 1896 gab er die erste vollständige estnische Grammatik heraus. Daneben war er als Schöpfer neuer estnischer Wörter aktiv. Hohen wissenschaftlichen Wert hat die von Hermann 1898 herausgegebene estnische Literaturgeschichte (Eesti kirjanduse ajalugu). Unvollendet blieb seine erste estnische Enzyklopädie, an der er ab 1900 bis zu seinem Tod arbeitete.